# Maçarico-esquimó
O maçarico-esquimó ou maçarico-do-norte é uma espécie de ave migratória charadriforme da família Scolopacidae americana. Esta ave limícola de tamanho médio está criticamente ameaçada ou já extinta, sendo uma das oito espécies de maçaricos e está classificada no gênero Numenius.
Foi uma das mais numerosas aves marinhas na tundra ártica do oeste do Canadá e do Alasca, com aproximadamente dois milhões de aves mortas por ano no final da década de 1800. Não tendo sido visto em mais de 30 anos, o maçarico-esquimó é atualmente considerado extinto. O pássaro possuía cerca de 30 cm (12 pol) de comprimento e alimentava-se principalmente de bagas.